# Pelikan-Haus

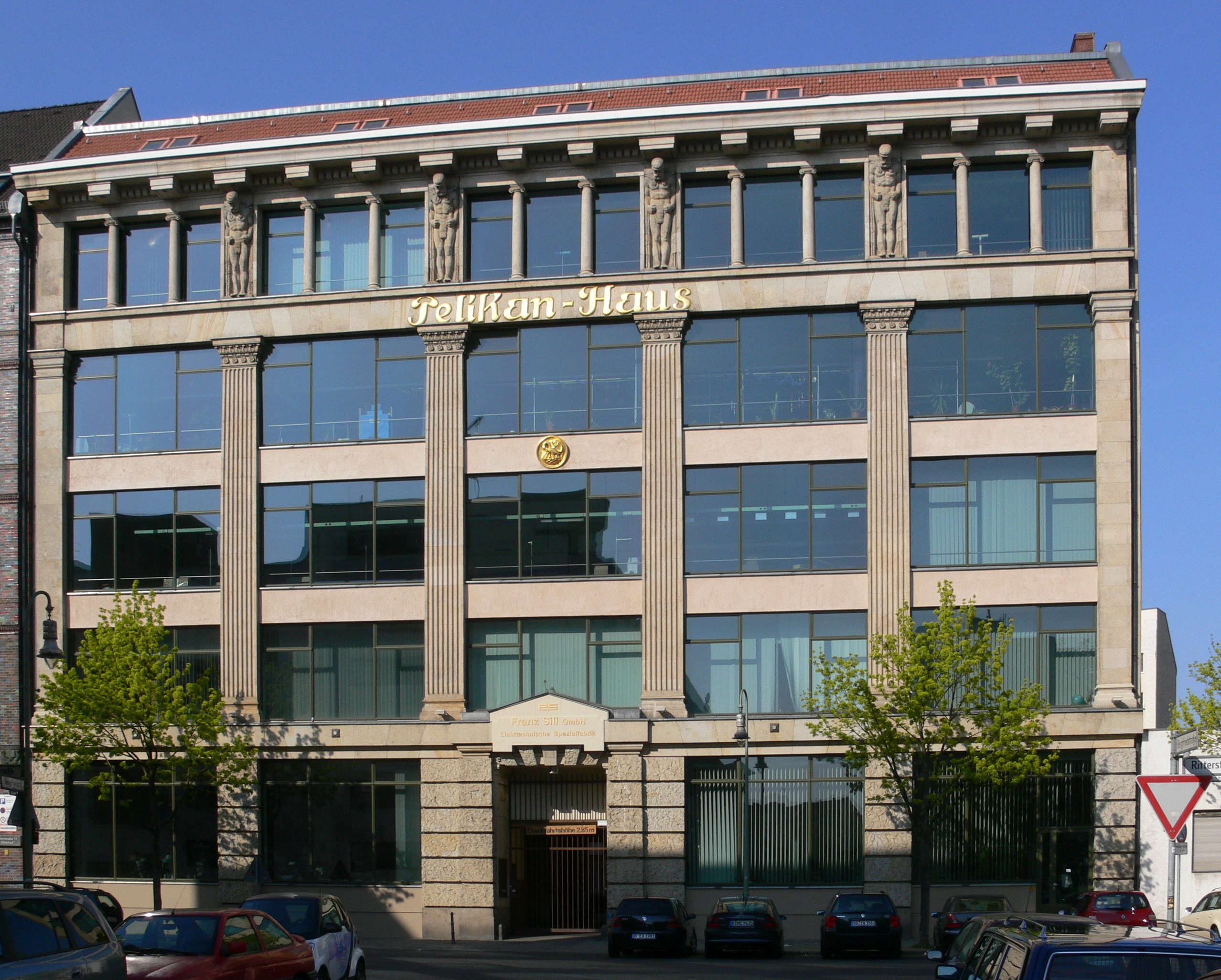
Pelikan-Haus

Das Pelikan-Haus befindet sich in der Ritterstraße 9/10 im Berliner Ortsteil Kreuzberg im einstigen „Rollkutscherviertel“.

## Entstehung und Geschichte

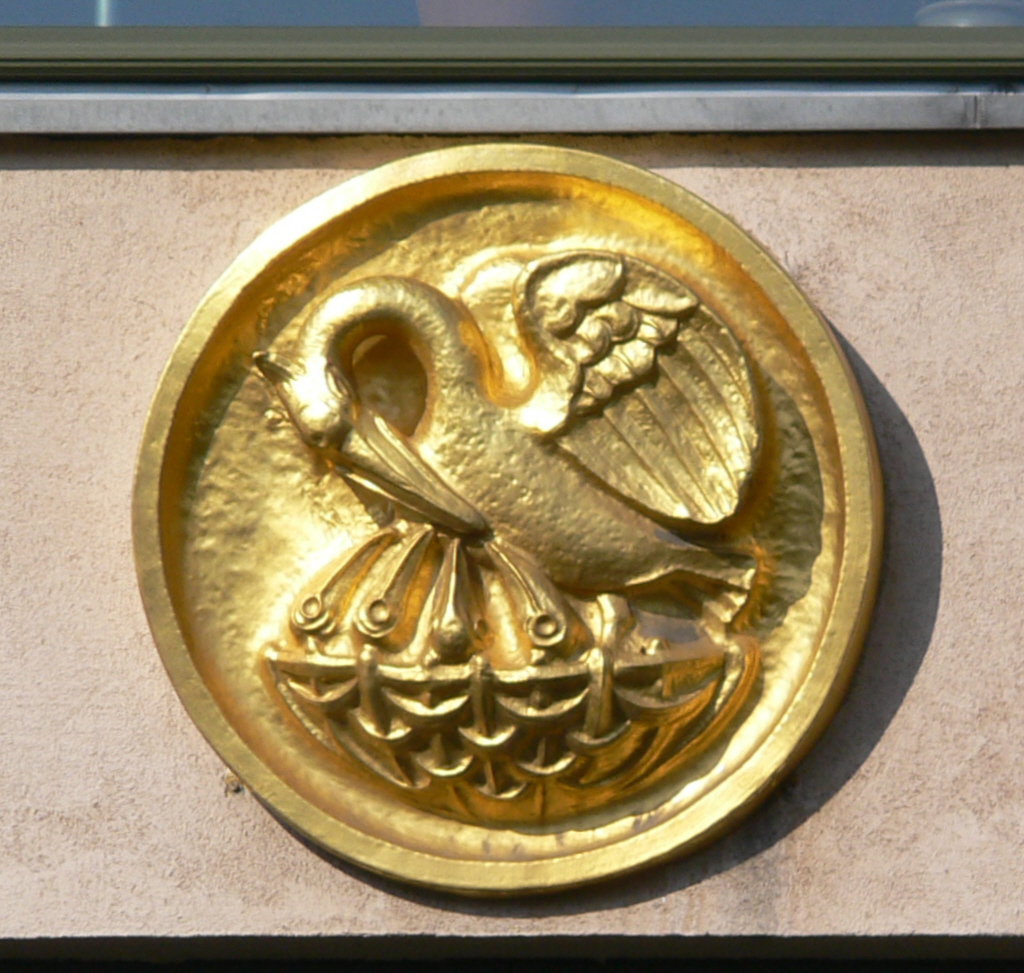
Pelikanrelief am Gebäude

Es wurde von 1902 bis 1905 für den Bankier und Besitzer der Metallwarenfabrik Hompesch & Co. Georg Salomonsohn im neoklassizistischen Stil errichtet. Die Pläne stammen vom Berliner Architekten und Bauunternehmer Kurt Berndt, der noch weitere Geschäfts- und Mietshäuser in Berlin baute. Die zum großen Teil verglaste Sandsteinfassade besitzt ein rustiziertes Sockelgeschoss und als Bauschmuck vier überlebensgroße Atlanten im 4. Obergeschoss, die das Dach zu tragen scheinen, sowie Pilaster und Säulen. Die Atlanten wurden von den Berliner Bildhauern Robert Schirmer (1850–1923) und Otto Marker (1867–1947) geschaffen. Die Hoffassaden erhielten durchlaufende, weiß verblendete Pfeiler, Putzbrüstungen und Natursteinschmuck an den Treppenhäusern.
Salomonsohn vermietete das Haus an mehrere Firmen, darunter die Deutsche Tapisseriefabrik, die Elektrizitäts- und Akkumulatorenwerke Seidelmann & Co. und die Continentale Regamoid Art. Ges. 1933 bezog die Firma Günther Wagner und spätere Pelikan AG das Haus und brachte den Schriftzug „Pelikan-Haus“, sowie das goldene Medaillon mit dem Firmenlogo an der Fassade an. 
Das denkmalgeschützte Gebäude wurde 2002 saniert und beherbergte wieder zahlreiche Firmen. Nachdem die Lichttechnische Spezialfabrik Franz Sill GmbH auszog, erwarb im August 2013 die Berggruen Holdings das leerstehende Gebäude. Einschließlich Modernisierungsmaßnahmen investierte Berggruen Holdings knapp zehn Millionen Euro für das Gebäude und vermietete es an die Berliner Brillenmanufaktur Mykita. Im August 2014 zog Mykita von der Brunnenstraße in Mitte in das Pelikan-Haus um.